# Cumont
Cumont é uma comuna francesa na região administrativa de Occitânia, no departamento de Tarn-et-Garonne. Estende-se por uma área de 7,35 km². Em 2010 a comuna tinha 51 habitantes (densidade: 6,9 hab./km²).